# Chloronycta
Chloronycta is een geslacht van dagvlinders uit de familie Uilen (Noctuidae). De wetenschappelijke naam van het geslacht is voor het eerst geldig gepubliceerd in 2014 door Schmidt & Anweiler.

## Soorten
Het geslacht Chloronycta omvat de volgende soort:
- Chloronycta tyba (Barnes, 1904)

Bij de publicatie van de geslachtsnaam maakten de auteurs nog gewag van een andere soort in het geslacht, die echter (nog) niet is beschreven.